# بريزبرن فورس
بريزبرن فورس الاسم الكامل: (بالإنجليزية: Brisbane Force Football Club)‏ هو نادي كرة قدم أسترالي تم إنشاؤه في سنة 1972 الميلادية وشارك في الدوري الممتاز البريسباني.